# 聖母子、天使と聖人
『聖母子、天使と聖人』（せいぼし てんしとせいじん、英: Madonna and Child with Angels and Saints）は、イタリア・ルネサンスの巨匠フィリッポ・リッピが1440年に制作したテンペラによる板上（板から金/板に移転）の三連祭壇画である。祭壇画の中央パネルの『玉座の聖母子と二人の天使』（ぎょくざのせいぼしとふたりのてんし、英: Madonna and Child Enthroned with Two Angels）は、1949年以来、ニューヨークのメトロポリタン美術館に所蔵されている。一方、両翼パネルの『聖アウグスティヌスと聖アンブロジウス』（せいアウグスティヌスとせいアンブロジウス、伊: Santi Agostino e Ambrogio、英: Saints Augustine and AmbroseSanti Agostino e Ambrogio）、および『聖グレゴリウスと聖ヒエロニムス』（せいグレゴリウスとせいヒエロニムス、伊: Santi Gregorio e Girolamo、英: Saints Gregory and Jerome）は、トリノのアカデミア・アルベルティーナに所蔵されている。

## 歴史
徹底的な調査が行われたが、この三連祭壇画がフィレンツェの教会にあったことを示す証拠は見つかっていない。したがって、フィレンツェ以外の場所で注文されたに違いない。祭壇画は、おそらく18世紀末に分解された。中央パネルも両脇のパネルも同じサイズで、上辺はアーチ形を成している。かつて、これら3点の裏側は羽目板で繋げられ、祭壇画として一体化されていた。両翼パネルの2点は、1828年に大司教ヴィンチェンツォ・マリア・ロッシによりアカデミア・アルベルティーナに寄贈された。中央パネルの『玉座の聖母子と二人の天使』は、1949年、アメリカの著名な美術収集家であったジュール・バッシュからメトロポリタン美術館に寄贈された。両翼と中央パネルは、1935年のパリでの「チマブーエからティエポロまでのイタリア芸術展」(Exposition de l'art italien de Cimabue à Tiepolo)、そして、2004年1０月のアカデミアでの「フィリッポ・リッピ　再構成された三連祭壇画」 (Filippo Lippi. Un trittico ricongiunto) で、祭壇画として再構成された。

## 解説
中央パネルの『玉座の聖母子と二人の天使』は、何世紀にも受け継がれてきた伝統に則り、聖母マリアは叡智の玉座に腰かけ、膝の上に幼子イエス・キリストを抱いている。聖母が手にするバラは、キリストと教会の花嫁という彼女の役割を強調する。両脇の2人の天使のうち1人は巻物を広げており、そこには『旧約聖書』の「シラ書 (集会の書)」(24:19) の一節、「私を慕う者たちよ、私のもとに来て、私の実で腹を満たすがよい」がラテン語で記されている。絵画空間全体を占める念入りに作られた半円形の玉座は、色大理石を素材とし、両脇に飾り柱が立つアーチ型の壁龕が背もたれになっている。聖母と幼子イエスの威厳と重々しさ、そして、彼らの立体的な形態と手足の描き方はマザッチオを想起させる。
左のパネルには、聖アウグスティヌスと聖アンブロジウスが、右のパネルには、聖グレゴリウスと聖ヒエロニムスが描かれている。ラテン教父の4大博士として、学識と神学に関する著作で名高い彼らは、しばしばいっしょに描かれる。聖アウグスティヌスと聖アンブロジウスは司教であったため、司教杖を手にし、頭にはミトラ (カトリック教会の司教が典礼の時に使用する冠) を被っている。一方、大聖グレゴリウス (教皇グレゴリウス1世) は教皇冠を被り、聖ヒエロニムスは修道士の衣服を纏っている。

## 祭壇画の再構成

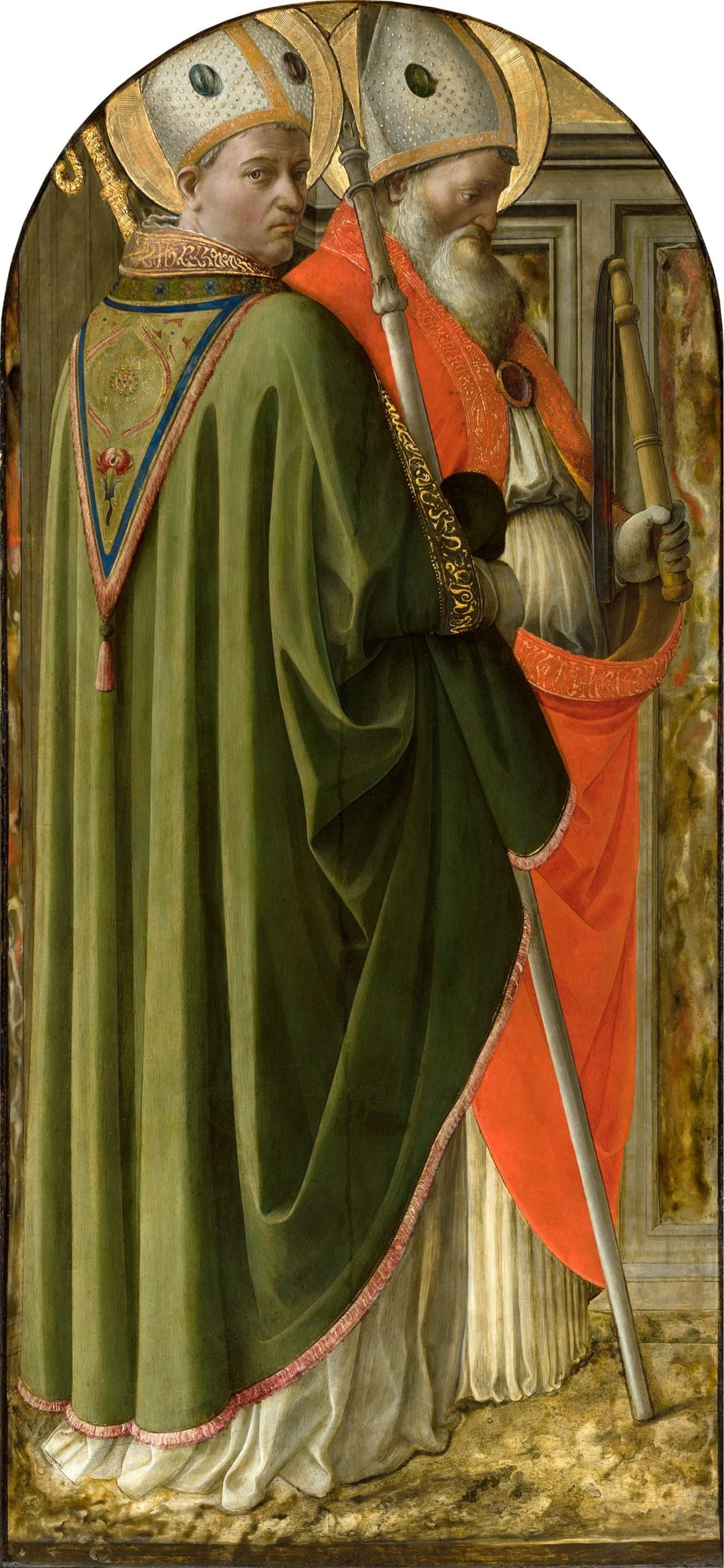
『聖アウグスティヌスと聖アンブロジウス』 (アカデミア・アルベルティーナ（英語版）)
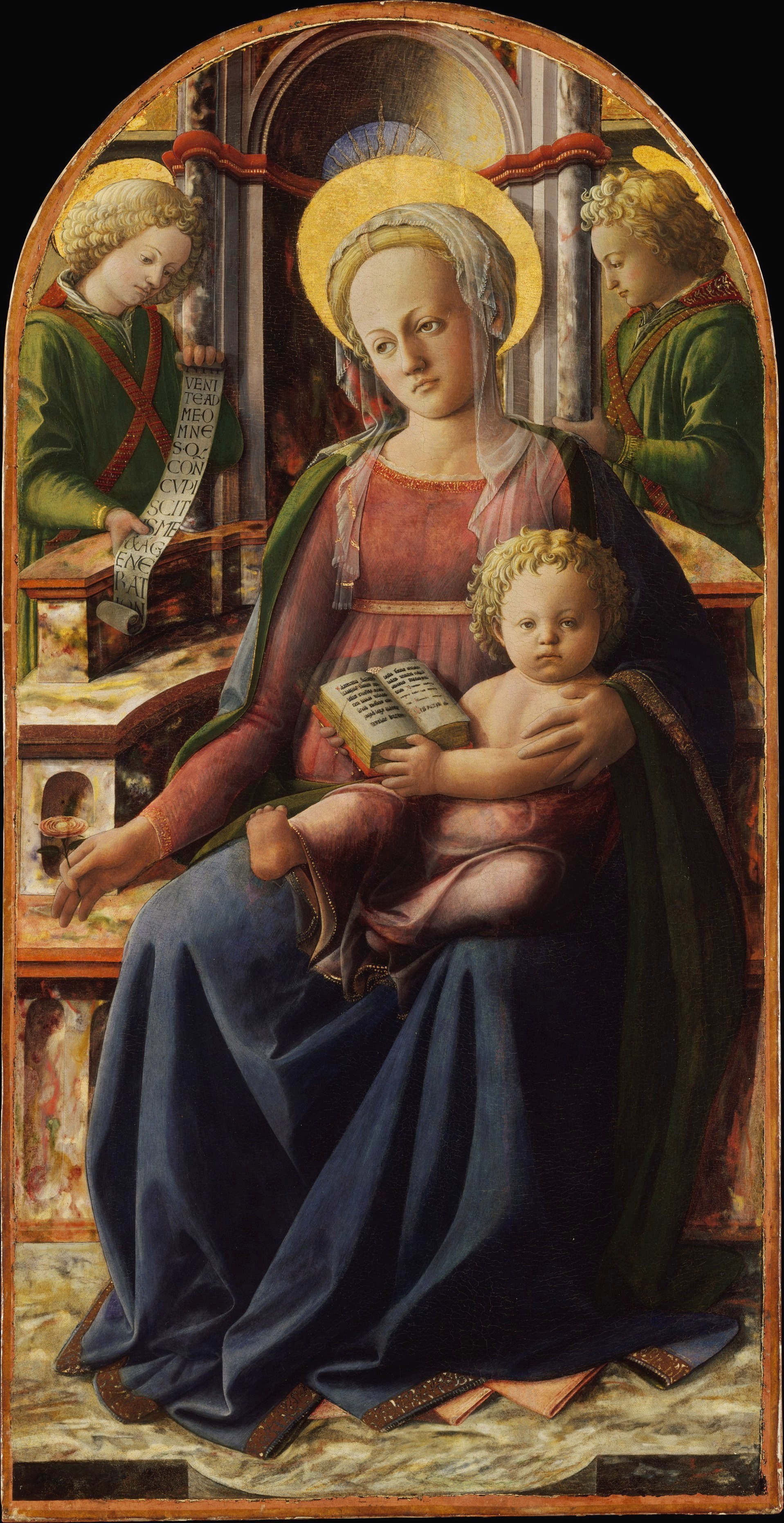
『玉座の聖母子と二人の天使』 (メトロポリタン美術館)
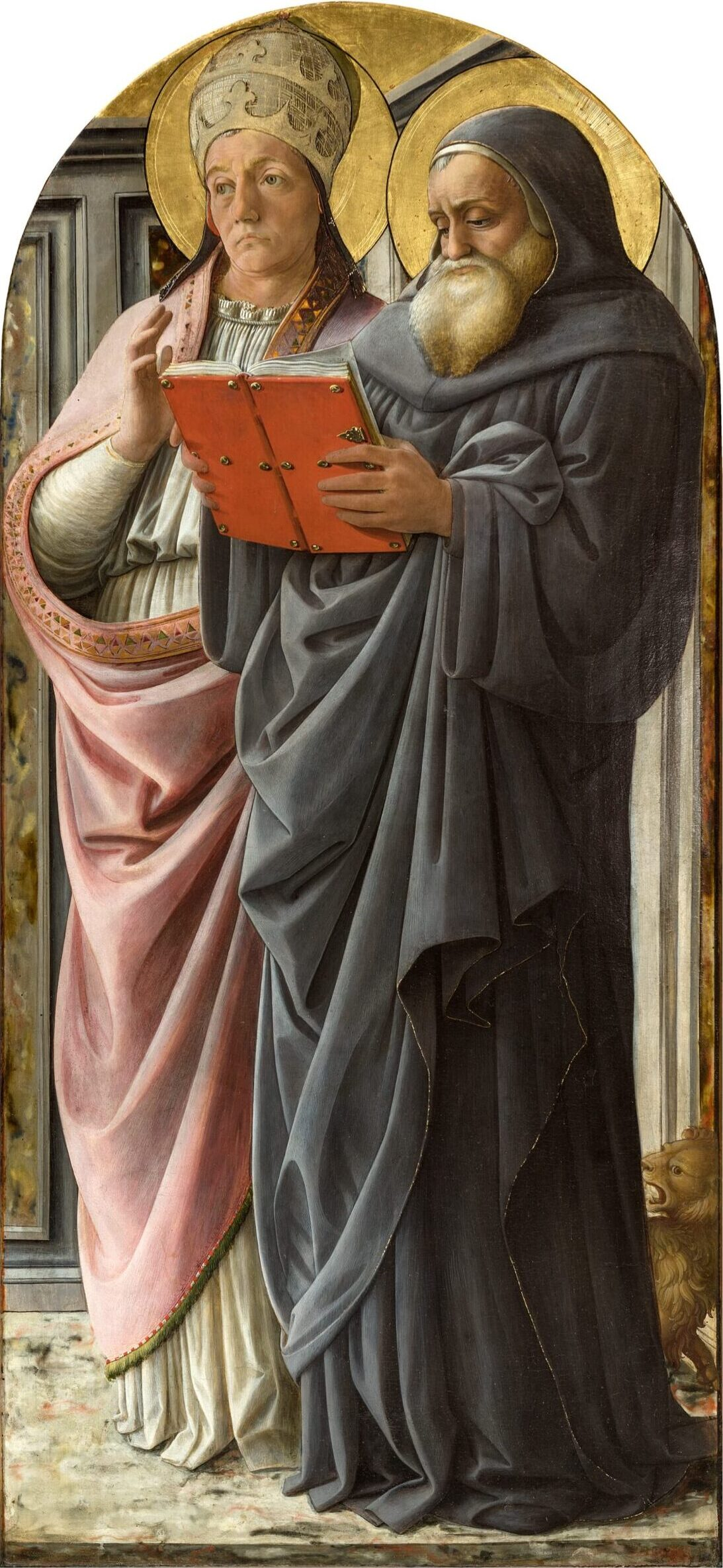
『聖グレゴリウスと聖ヒエロニムス』 (アカデミア・アルベルティーナ)